# دانية الحمراني
دانية الحمراني هي امرأة سعودية ولدت في سنة (1975). وهي الشريكة الإدارية الثانية (إلى جانب دانية نصيف لشركة Eggdancer Productiuon هي شركة إنتاج أفلام، يقع مقرها في جدة - المملكة العربية السعودية.
تعتبر السيدة دانية الحمراني أول امرأة في المملكة العربية السعودية يسمح لها بامتلاك وإدارة شركة بدون شريك تجاري. وهي واحدة من أبرز السيدات في المملكة العربية السعودية.

## درستها وأعمالها
درست الإنتاج التلفزيوني والسينمائي وحصلت على درجة الماجستير بها من جامعة ولايه سان دييغو في عام 2004. بدأوا العمل مع الشركات الدولية في العمولة، مثل بي بي سي وقناة السفر. كما شاركوا في أعمال الشركات، بما في ذلك الأفلام الوثائقية والبرامج التلفزيونية مثل Akla W Hekaya على التلفزيون السعودي.

## أفلامها
تقول السيدة حمراني: «أحد التحديات التي تواجهنا في صناعة الأفلام هو التمويل». «نود أن نقوم بعمل أفلام وثائقية تحكي قصصًا حقيقية عن أناس حقيقيين، لكن لا يُنظر إلى تلك الأفلام على أنها قيمة أو قابلة للبيع مثل أنواع الأفلام الأخرى.»
كانت السيدة حمراني إلى جانب شريكتها في الشركة السيدة نصيف يتمتعون بالشغف والطموح العالي فلذلك اطلقوا فلم يسمى (the rice) وهو فلم وثائقي قد عملوا عليه ما يقارب الخمس سنوات، وهو يستعرض التطورات التي حصلت في المجتمع السعودي وعن النساء الرائدات في المملكة العربية السعودية من خلال تتبع قصص نجاحاتهم.
لاقى فيلمها نجاحا ولها مقولة بارزه للنساء العربيات «يجب ان نبدأ في سرد وتوثيق قصصنا الآن، ستكون هذه النقاط مرجعية للأجيال القادمة».

## وصلات خارجية
- دانية الحمراني على موقع IMDb (الإنجليزية)

- "Eggdancer Productions". مؤرشف من الأصل في 2019-12-16. (الموقع الرسمي)
- دانية الحمراني في قاعدة بيانات الأفلام على الإنترنت